# Eddie Pequenino
Eddie Pequenino (né le 1er avril 1928 à Buenos Aires et mort le 21 juillet 2000 à Buenos Aires) est un tromboniste, un chanteur de jazz et de rock'n'roll, et un comédien argentin. En 1956, il forma le premier groupe de Rock'n'roll en Argentine et il réalisa les premiers enregistrements de ce genre en Argentine.

## Biographie
Eduardo Pecchenino est né le 1er avril 1928 dans le quartier de Villa Urquiza à Buenos Aires. C'est là qu'il vécut toute sa vie. Ses parents étaient des immigrants italiens qui venaient d'une zone proche de la limite entre le Piémont et la Lombardie. Ils étaient tous les deux musiciens. Son père était accordéoniste et sa mère était chanteuse dans une chorale.

### L'étape jazz
C'est à l'âge de 15 ans qu'il décide de se consacrer au trombone. Il alterne alors les classes de musique avec son travail dans l'usine de verre Riggoleau. À 18 ans, il forme son premier orchestre de jazz, le Jazz Los Colegios, avec le trompettiste Ricardo Romero (qui formera plus tard le groupe Los Cincos Latinos avec son épouse Estela Raval). Le groupe atteint une certaine renommée ce qui l'emmène à allé faire une tournée au Chili. Par la suite, il intégra divers orchestres en tant que tromboniste.
Les rares enregistrements qui existent montrent que son style était imprégné des « vieilles écoles » jazz, comme le Dixieland. C'est ce que montre ses reprises de Muskrat Ramble (Rata Paseandera), composée en 1926 par Kid Ory et de Whispering (Susurrando), composée en 1920 par Vincent Rose, John Schonberg et Richard Coburn.

## Le premier rockeur d'Argentine
Dans les années 1950, les musiciens argentins ont commencé à se tourner vers les rythmes qui s'étaient développés aux États-Unis. Ils commencèrent par le Rhythm and Blues avant de se tourner vers le Rock'n'roll. Avant Pequenino, personne n'avait pratiqué le rock. C'est ainsi qu'il commença à enregistrer des chansons, et ça, seulement deux années après Rock Around the Clock de Bill Haley. On peut cependant noter les improvisations d'Oscar Alemán sur la chanson Boogie Woogie. Le guitariste partageait avec Eddie Pequenino une formation musicale de jazz. Lui aussi enregistra une version instrumentale de Rock Around The Clock le 14 septembre 1956, sous le titre de Bailando el Rock And Roll.
À la suite du succès qu’atteint Bill Haley and His Comets à travers des chansons comme Crazy Man, Crazy (1954) et Rock Around the Clock (1955), et par ses deux films, Rock Around the Clock (1956) et Don't Knock the Rock (1956), qui sortirent dans les salles de cinéma de Buenos Aires en 1957, Eddie se tourna complètement vers le style musical naissant qui était en train de secouer les jeunes du monde entier. C'est ainsi qu'il forma le premier groupe de Rock en Argentine : Mr. Roll y sus Rockers. Le groupe était composé de Arturo Schneider (saxo tenor), Franco Corvini (trompette), Buby Lavecchia (piano), L. Rea (guitare), Banjo (contrebasse) et Jorge Padín (batterie).
Avec ce groupe, il enregistra de nombreuses reprises de Bill Halley et d'autres rockeur comme Bobby Freeman. Parmi ses reprises, on peut citer : See You Later, Alligator, Mambo Rock, I Cry More, R.O.C.K., Shake, Rattle and Roll et Rancho Rock.
En 1956, il participa à l'enregistrement du premier rock argentin chanté en espagnol : Rock con Leche, une chanson au caractère humoristique. Elle faisait partie des chansons d'une émission de radio, la Revista Dislocada, animée par le comique Délfor Dicásolo. À travers cette émission, de nombreuses chansons furent créées, avec entre autres Deben ser los Gorilas, une chanson qui a inventé le terme utilisé en Argentine pour critiquer les anti-péronistes. Un des autres auteurs de la chanson Rock con Leche est Aldo Canmarota, le scénariste de la Revista Dislocada. Santos Lipesker et le producteur artistique Ben Molar participèrent aussi à la composition de la chanson. Lipesker travaillait alors comme arrangeur musical sur Radio el Mundo, la radio qui retransmettait l'émission de Délfor. Le plus frappant fur la participation d'Eddie Pequenino, qui chanta sa partie en anglais, en traduisant le titre par Rock and Milk.
Peu après, Mr. Roll y sus Rockers participèrent au film Venga a bailar el Rock (1957), le premier film sud-américain sur le Rock and roll. Pour le film, Eddie Pequenino enregistra deux chansons : Despacio Nena et Aquí Viene El Rock. L'année suivante, le groupe fut choisi par Bill Haley pour faire la première partie de ses concerts au théâtre Metropolitan de Buenos Aires.
Pendant un temps, il utilisa le nom d'Eddie Parker. À Rosario, il enregistra un album pour la maison de disque Embassy, Eddie Pequenino y su Rhythm Band. Le groupe était alors composé de Arturo Schneider (saxo tenor), Héctor Pizzicatti (trompette), Abel Pizzicatti (piano), Alejandro Schneider (contrebasse), Manuel Chaqui (guitare y violon), Juan D. Flores (batterie) et J. Garbuglia (accordéon). L'enregistrement le plus emblématique qu'il réalisa à Rosario fut Saltando en Rock. Composé par Santiago Rossino (considéré comme le premier arrangeur musical du jazz argentin), elle fut enregistrée en février 1957. Cette chanson fut intégrée à un single qui contenait une version rock de Cuando los Santos Vienen Marchando.

## Télévision: de musicien au Club del Clan à humoriste avec Alberto Olmedo
En 1960, le groupe réalisa une tournée en Europe. À leur retour, Eddie Pequenino commença à explorer le monde de la télévision. Il fit partie du groupe de musiciens du Club del Clan (1962-1963), où il chantait des chansons de rock en espagnol, notamment avec Palito Ortega et Johny Tedesco. Par la suite, il dirigea l'orchestre du programme Domingo para la juventud.
En parallèle, Eddie Pequenino commença à exploiter ses talents d'humoriste. Il joua dans Operación Ja Ja, La Tuerca y No Toca Botón, cette dernière en compagnie d'Alberto Olmedo.
En 1965, il reçut le prix Martín Fierro en tant que révélation de l'année. Cette même année, il participa au premier « megashow » organisé en Argentine : Buenos Aires canta al mundo. Ce spectacle fut créé par Cacho Carcavallo, Martín Darré et Mariano Mores. Les sketchs humoristiques furent joués par Gerardo et Hugo Sofovich. Dans le cadre de ce spectacle, dix images musicales furent mises en place. Chacune représentait une partie du monde et de son style musical. Le casting musical fut dirigé par Mariano Mores. Parmi les artistes composant le spectacle, on peut citer : Lorenzo Alessandría, Los Arribeños, Daniel Cicaré, Oscar Ferro, Dayna Fridman, Osvaldo Guerrero, Alberto Irízar, Mario Jordán, Noemí Kazan, Los Mac Ke Mac's, Ubaldo Martínez, Nito Mores, Eddie Pequenino, Javier Portales, Violeta Rivas, Alba Solís, los bailarines Mayoral y María Elena, José Luis Paz et Víctor Valli.
En 1976, il joua dans le film Don Carmelo el Capo, dans lequel il campait un musicien mafieux. La même année, il joua au théâtre avec Luis Sandrini.
En 1978, il souffrit d'une thrombose, ce qui le poussa à limiter ses activités. Il mourut le 21 juillet dans le quartier de Villa Urquiza à Buenos Aires.

## Filmographie
- 1957 : Venga a bailar el rock
- 1965 : Psique y sexo
- 1965 : Extraña invasión
- 1966 : La gorda
- 1966 : El galleguito de la cara sucia
- 1967 : ¿Quiere casarse conmigo?
- 1969 : El bulín
- 1969 : El salame
- 1970 : La guita
- 1970 : Este loco verano
- 1971 : En una playa junto al mar
- 1971 : ¡Arriba juventud!
- 1972 : Piloto de pruebas
- 1972 : He nacido en la ribera
- 1975 : Los chiflados del batallón
- 1976 : Don Carmelo Il Capo
- 1979 : Las muñecas que hacen ¡pum!
- 1981 : Abierto día y noche
- 1984 : Barbarian Queen
- 1984 : Mingo y Aníbal, dos pelotazos en contra